# 酒井智史
酒井 智史（さかい さとし、1971年10月19日 - ）は、日本のグラフィックデザイナー、ゲームクリエイター、プロデューサー。株式会社セガ所属。

## 来歴
1971年（昭和46年）愛知県生まれ。多摩美術大学グラフィックデザイン学科在学中に模型を手がけるウェーブに在籍し怪獣のメタルキットの原型師として活動。1994年（平成6年）にセガ・エンタープライゼスに入社し、『ワールドアドバンスド大戦略 〜鋼鉄の戦風〜』や『AZEL -パンツァードラグーン RPG-』『ソニックアドベンチャー』からソニックチームの一員としてデザインを手掛けている。
2000年よりサービスが開始された『ファンタシースターオンライン』（PSO）ではメインデザイナーとなり、以降ファンタシースターシリーズを手掛けるようになる。2006年サービス開始の『ファンタシースターユニバース』（PSU）ではディレクター、2008年発売の『ファンタシースターポータブル』ではプロデューサーとなり、2012年よりサービスを開始した『ファンタシースターオンライン2』（PSO2）でもプロデューサーを務め、PSO2の大型アップデート(ニュージェネシス)以降はブランドディレクターを務める。
以前は自身がプロデューサーを手掛けているオンラインゲームのネット情報番組などへの出演やファンタシースター感謝祭などのオフラインイベントにも出没しファンとの交流を率先的に行っていた。しかしPSO2の度重なる不具合や自身の不適切な発言などを理由に2018年12月15日放送の「PSO2 STATION!」を最後にこれらの活動を自粛し、現場に専念している。
なお、アニメ「進撃の巨人」などで作画監督等を務めるアニメーターの酒井智史とは同姓同名の別人である。

## 人物
- セガ入社前グラフィックの知識をかじっていた酒井は『バーチャレーシング』や『バーチャファイター』を見て「なぜこんなカクカクしかできないんだ」という印象を持ち、入社面接の際面接官だった名越稔洋に対し「セガの表現力はまだまだだ」「これからのセガは、立体として物を捉えられる人間が必要なんじゃないか？」とまくし立て、名越と押し問答になっている。[注 1]酒井は不採用を覚悟したが、後日採用通知が送られ入社している[3]。面接の折には自作したメカキングギドラを持参した[4]。
- デザイナーとして入社したこともありプロデューサー・ブランドディレクターとしてPSO2に関わっている現在でもゲーム内で登場する「デ・マルモス」などのデザインを酒井自身が手掛けている。また、アップデート情報のプロモーションビデオも酒井自身が制作を行っている。
- 自ら開発に携わっていたPSOのほか、『ウルティマオンライン』のプレイ経験がある。但しやりこむことはなくどちらかと言えばライトに楽しむ程度のこと[5]。実際あまりプレイしていないエピソードとして『PSO2放送局』で当時実装されたばかりのクラス「ガンナー」をプレイしたところまったく敵にあたらずただアクションを繰り返す状態で、出演者の会一太郎から「踊っている場合じゃないですよ酒井さん」と突っ込まれている[注 2][6]。
- ヘアスタイルについてプレイヤーのみならず『PSO2放送局』『PSO2 STATION!』でも出演者からいじられている。ファンタシースター感謝祭2017年決勝会場から放送された『PSO2 STATION!』にて育毛シャンプー『スカルプD』とのコラボレーションが決まった際、ヘアスタイル絡みという理由で出演者からいじられていた[注 3][7]。
- 2018年8月23に開催された「CEDEC2018」のパネルディスカッションの言動に関し、ニコニコ動画の急上昇ワードランキングにて2位に入る[8]ほどの騒動に発展した。これを受けて2018年8月28日の「PSO2 STATION!」第23回放送の冒頭にて謝罪を行なったが、反感や失望、さらにこれを要因といるプレイヤー間の対立が発生したことから、2018年11月21日に「PSO2 STATION!」第27回放送（2018年12月15日）を以てシリーズディレクターの木村裕也と共に活動を自粛することを発表した[9]。第27回放送終了後の公式ブログ更新を最後に公に姿を見せていない状況となっている[10]。
- 既婚者であるが、これまで2度の離婚を経験していることを打ち明けている。[11]

　また、放送中の表現が不正確であったことを後日本人のTwitterとFacebookにて謝罪している。

## 作品

### 現在
- ファンタシースターオンライン2 ニュージェネシス－ブランドディレクター

### 過去
- ソニックアドベンチャー －フィールドアーティスト、エネミーデザイン
- ワールドアドバンスド大戦略 〜鋼鉄の戦風〜 －タイトルデザイン、大日本帝国海軍3D艦船モデル
- AZEL -パンツァードラグーン RPG- －ドラゴンデザイン [20]
- ファンタシースターユニバースシリーズ
  - ファンタシースターユニバース－ディレクター
  - ファンタシースターユニバース イルミナスの野望－ディレクター
- ファンタシースターポータブルシリーズ
  - ファンタシースターポータブル－プロデューサー
  - ファンタシースターポータブル2－プロデューサー
  - ファンタシースターポータブル2 インフィニティ－プロデューサー

- ファンタシースターオンライン2－プロデューサー

## メディア出演

### ネット番組
- グラールチャンネル5 presents「Fun!Fan!ファンタシースターポータブル2」（2009年 - 2010年）[21]
- PSO2放送局（2012年 - 2016年、ニコニコ生放送）[22]
- PSO2 STATION!（2016年 - 2018年、ニコニコ生放送）[23]

### ディスコグラフィ
| 発売日       | 商品名                       | 歌                 | 楽曲                               | 備考                                          |
| ------------ | ---------------------------- | ------------------ | ---------------------------------- | --------------------------------------------- |
| 2015年9月3日 | We're ARKS!/レアドロ☆KOI☆恋! | PSO2放送局メンバー | 「レアドロ☆KOI☆恋! with RAP ver.」 | ゲーム『ファンタシースターオンライン2』関連曲 |